# Naujan-et-Postiac
Naujan-et-Postiac [noʒɑ̃ e pɔstjak] ist eine französische Gemeinde mit 612 Einwohnern (Stand: 1. Januar 2022) im Département Gironde in der Region Nouvelle-Aquitaine; sie gehört zum Arrondissement Libourne und zum Kanton Les Coteaux de Dordogne. Die Einwohner werden Naujanais genannt.

## Geographie
Naujan-et-Postiac liegt etwa 31 Kilometer ostsüdöstlich von Bordeaux und etwa 14 Kilometer südsüdöstlich von Libourne. An der östlichen Gemeindegrenze verläuft der Fluss Engranne. Umgeben wird Naujan-et-Postiac von den Nachbargemeinden Lugagnac im Norden, Saint-Aubin-de-Branne im Norden und Nordosten, Rauzan im Nordosten und Osten, Jugazan im Osten, Bellefond im Südosten und Süden, Romagne im Süden und Südwesten, Daignac im Westen sowie Guillac im Nordwesten.

## Bevölkerungsentwicklung
| Jahr                       | 1962 | 1968 | 1975 | 1982 | 1990 | 1999 | 2006 | 2013 | 2020 |
| Einwohner                  | 553  | 500  | 435  | 423  | 520  | 500  | 498  | 554  | 617  |
| Quellen: Cassini und INSEE |      |      |      |      |      |      |      |      |      |

## Sehenswürdigkeiten
- Kirche Saint-Pierre aus dem 12. Jahrhundert, seit 2001 Monument historique
- Ruine der Kirche Notre-Dame-de-l'Assomption in Postiac aus dem 11./12. Jahrhundert
- Schloss Arpaillan

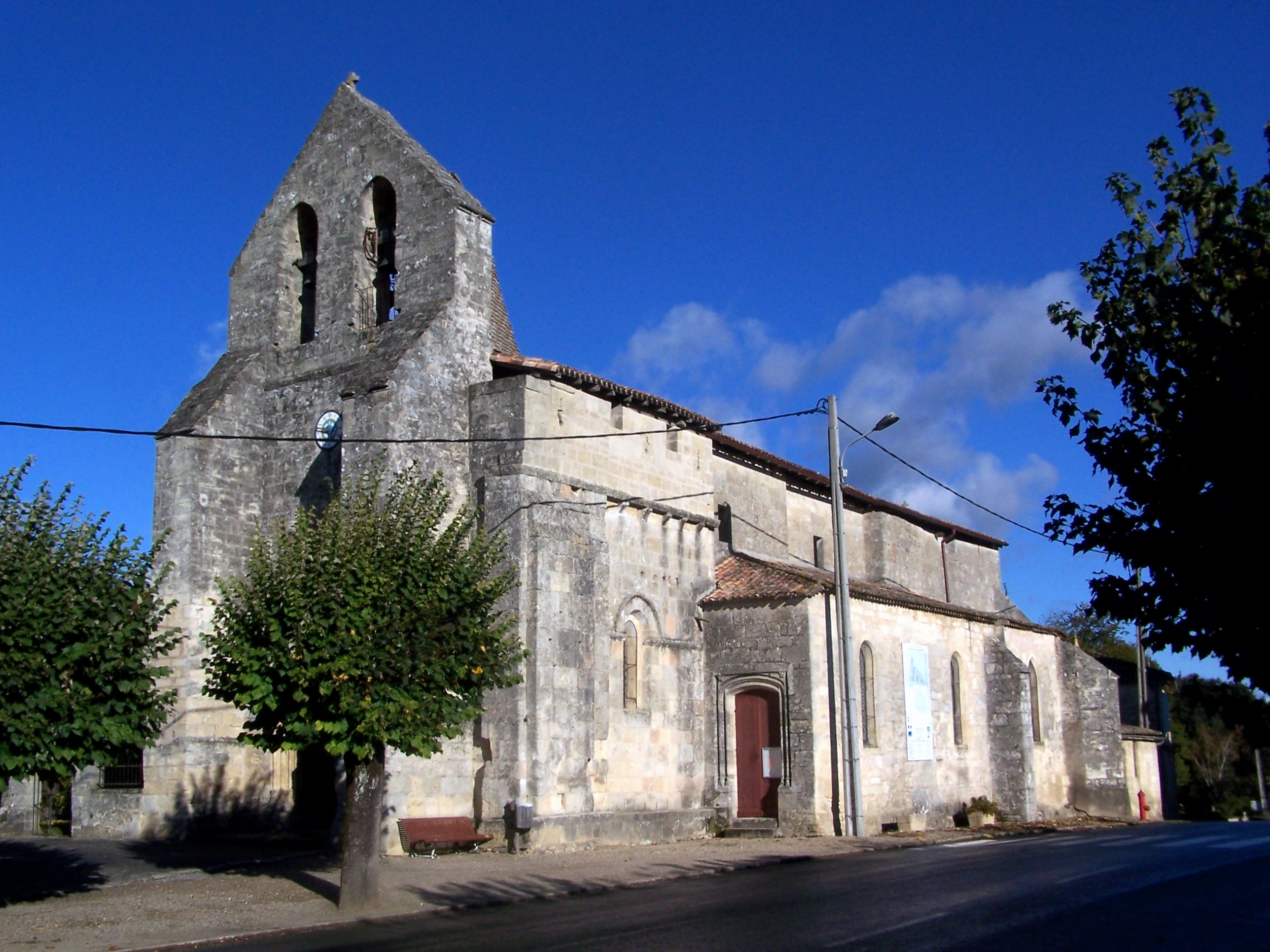
Kirche Saint-Pierre
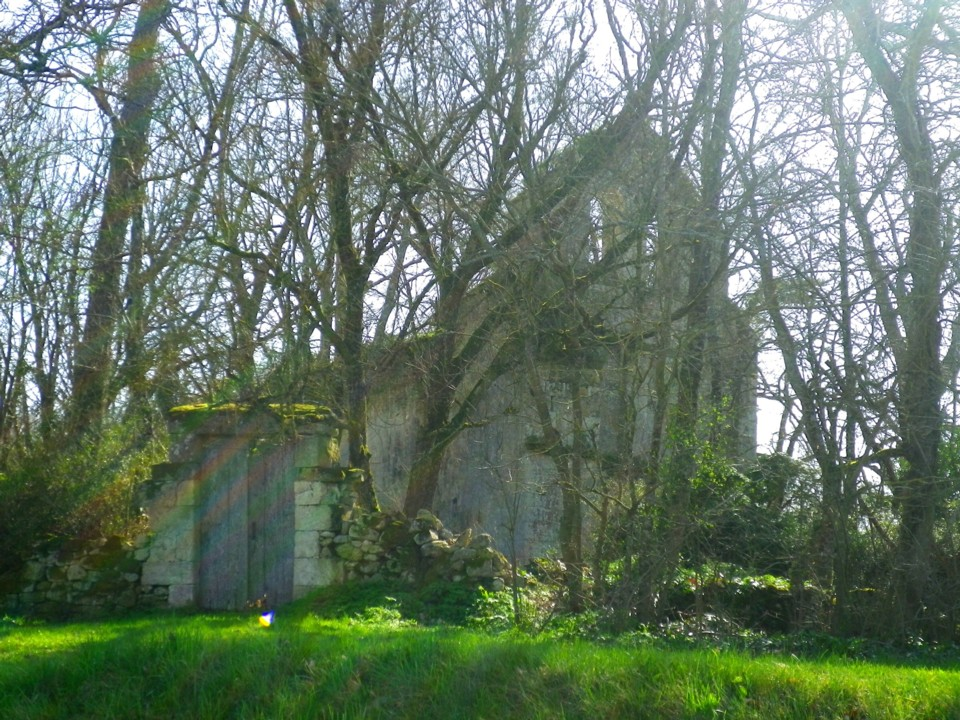
Kirche Notre-Dame-de-l’Assomption
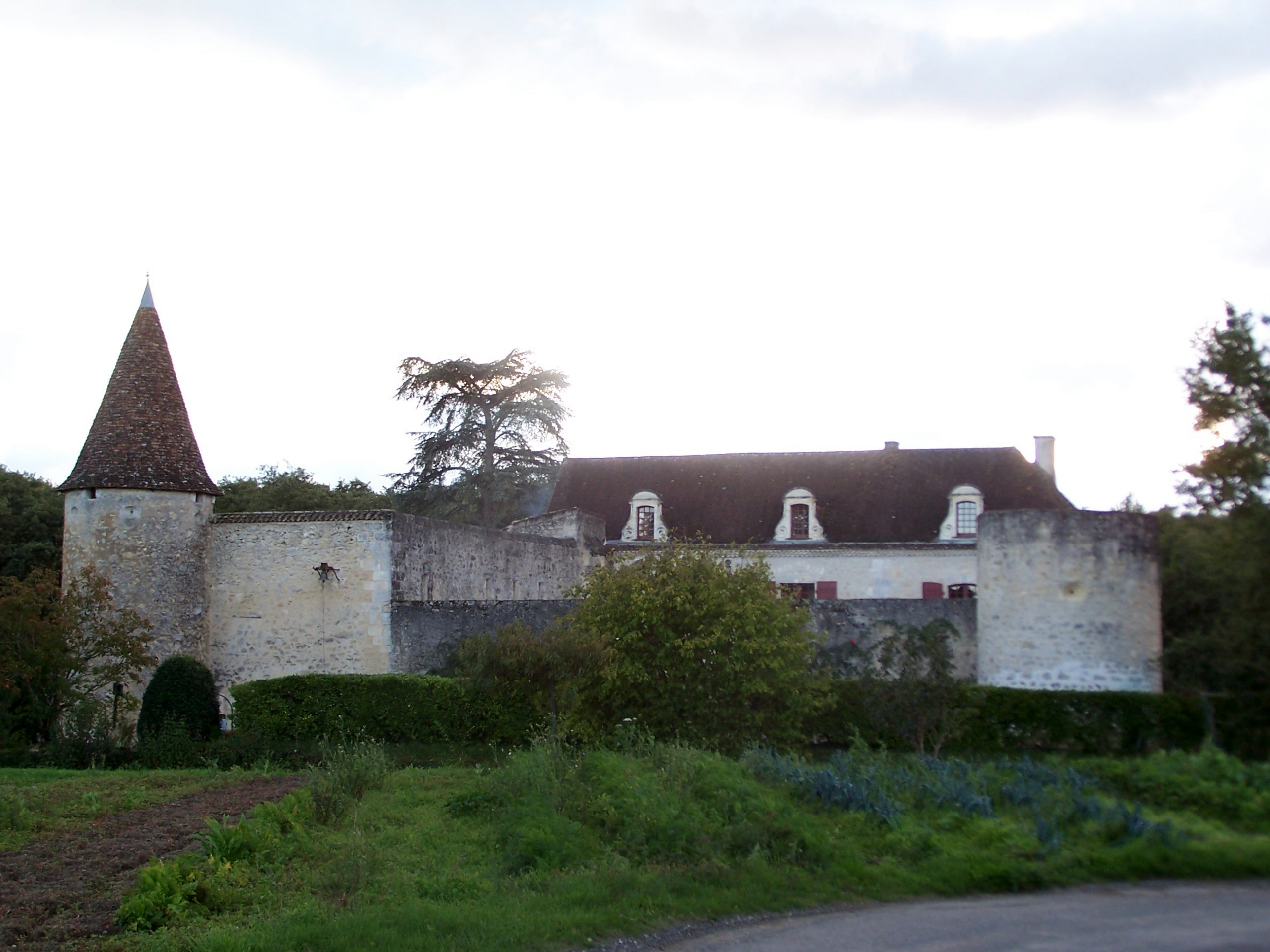
Schloss Arpaillan
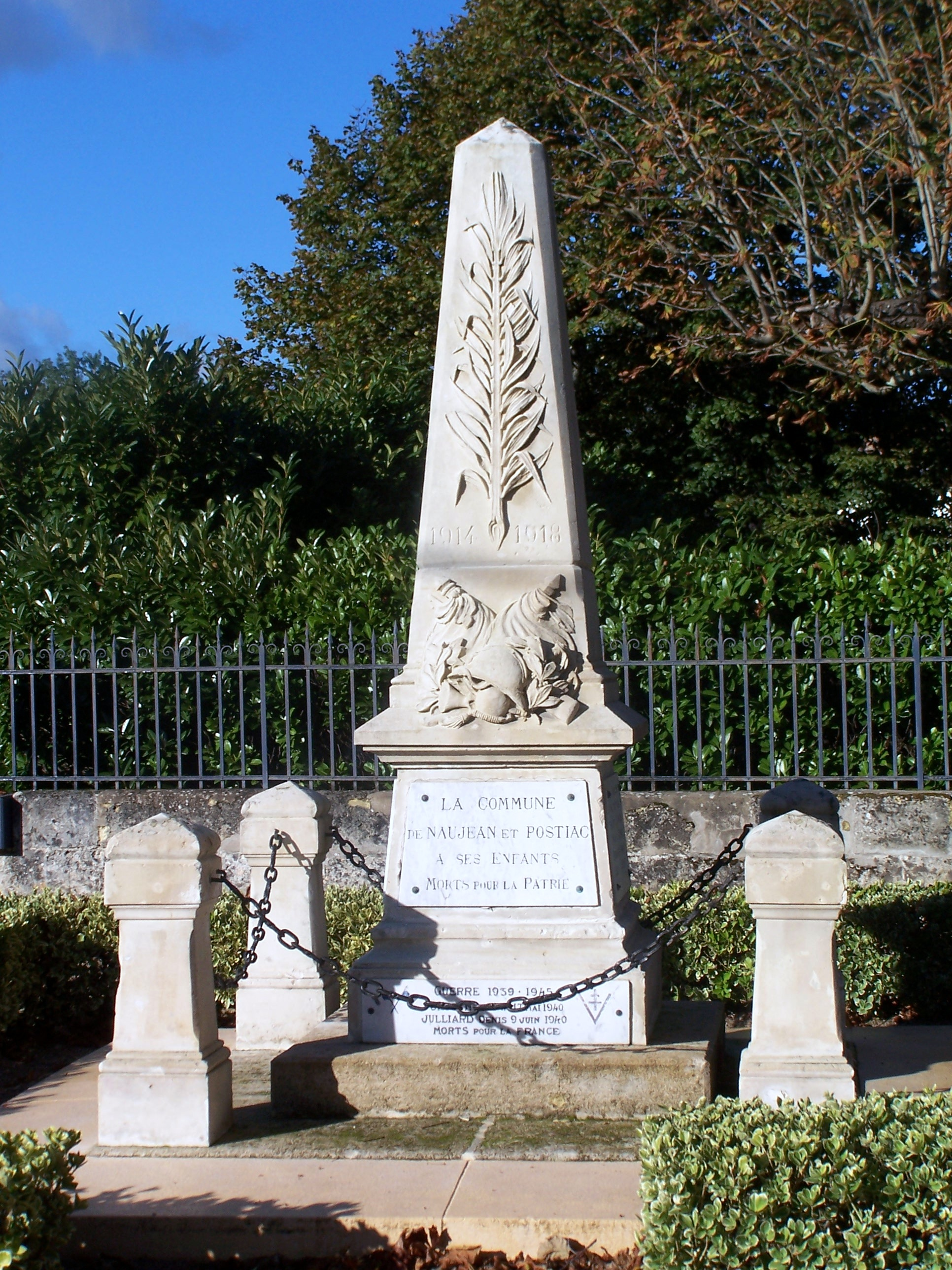
Gefallenendenkmal

## Persönlichkeiten
Jean-Emmanuel Roy (1887–1962), Abgeordneter, war als langjähriger Bürgermeister (1919–1940 und 1944–1962) mit der Stadt verbunden.